# George Dorobanțu
George Dorobanțu (n. 14 octombrie 1974, Constanța, România) este un regizor, producător, scenarist de film român.

## Filmografie
| Film          | An   | Durata  | Regie            | Scenariu                            | Producție                                                                                | Muzică      | Imagine                             | Montaj           | Note                                                        | Info                                     |
| ------------- | ---- | ------- | ---------------- | ----------------------------------- | ---------------------------------------------------------------------------------------- | ----------- | ----------------------------------- | ---------------- | ----------------------------------------------------------- | ---------------------------------------- |
| Omega Rose    | 2020 | n/a     | George Dorobanțu | George Dorobanțu, Alexandra M. Păun | Ștefania Magidson (P), Florin Piersic jr (P), Tedy Necula (Co-P), Alexandra M. Păun (EP) | Lex Dumitru | Sorin Gociu                         | George Dorobanțu | road-movie post-apocaliptic (în post-producție)             | Omega Rose la Internet Movie Database    |
| Suspense 101  | 2012 | 16 min. | George Dorobanțu | George Dorobanțu                    | Alexandra M. Păun                                                                        | Lex Dumitru | George Dorobanțu                    | George Dorobanțu | scurtmetraj thriller                                        | Suspense 101 la Internet Movie Database  |
| Bucharestless | 2011 | 93 min. | George Dorobanțu | George Dorobanțu (concept)          | George Dorobanțu, Alexandra M. Păun                                                      | Lex Dumitru | George Dorobanțu, Alexandra M. Păun | George Dorobanțu | film conceptual city-vérité                                 | Bucharestless la Internet Movie Database |
| Elevator      | 2008 | 85 min. | George Dorobanțu | Gabriel Pintilei                    | Alexandra M. Păun                                                                        | Ada Milea   | George Dorobanțu                    | George Dorobanțu | dramedie (bazată pe piesa de teatru omonimă a lui Pintilei) | Elevator la Internet Movie Database      |